# صياد السمك أزرق الأذنين
الرفراف ذوالأذنين الزرقاوين ( ALCEDO meninting) عثر عليه في آسيا، في المنطقة التي تمتد عبر شبه القارة الهندية وجنوب شرق آسيا. انها وجدت أساسا في الغابات الكثيفة الظل حيث يصطاد في مجموعات صغيرة. إنه ذو تاج قاتم، مع أجزاء سفلية ضاربة للحمرة والتي تفتقر إلى شريط الأذن الأحمر التي تشترك فيه الرفرافات المشتركة ( ALCEDO atthis) التي وجدت في البيئات الأكثر انفتاحا. وقد وصفت عدد من السلالات التي تختلف في قياس ولون الظل. الذكور البالغين لديهم bill داكنة في حين أن الإناث لديهم الفك السفلي انخفاض محمر.

## الوصف
هذا 16 سنتيمتر (6.3 بوصة) الرفراف الطويل هو مطابق تقريبا لالرفرافات المشتركة ( ALCEDO atthis) لكن يتميز بأغطية الأذن، الأكثر قتامة ووالجزء العلوى الأزرق المخضر أكثر كثافة مع أجزاء منخفضة ضاربة للحمرة. والرفراف الأزرق ذو أذنين الصغير له أغطية أذن ضاربة للحمرة كما في الرفراف الشائع ولكنه عادة ما يظهر بعض التبقيع على الحلق والجزء العلوي من الثدي الذي يختفي عندما يصل سن البلوغ. صغار الطيور لديها bill محمر مع., زوائد علوية بيضاء.
المجموعة من هذا النوع تمتد من الهند في الغرب، شرقا عبر نيبال، بوتان وبنجلاديش، وإلى مزيد من ميانمار، تايلند، كمبوديا، فيتنام وماليزيا. للموئل المعتاد هو برك أو مجاري في الغابات الكثيفة دائمة الخضرة وأشجار المانغروف في بعض الأحيان، وتقع تحت من علو.

## السلوك وعلم البيئة
والرفراف الأزرق ذو أذنين مقيمة إلى حد كبير في نطاقها. وعادة ما جثم على الفروع المتدلية تيارات المظللة المكتظة قبل الغوص أدناه لالتقاط الفريسة التي تشمل القشريات واليعسوب اليرقات والأسماك. وقد سجلت غيرها من الحشرات بما في ذلك الجنادب وفرس النبي.
موسم التكاثر في الهند هو أساسا مايو.-يونيو. في شمال الهند ويناير كانون الثاني في جنوب غرب الهند. العش هو نفق طوله في الضفة من تيار الغابة حيث وضعت حوالي 5-7 بيضاء بالقرب من مناطق وضع البيض الكروى.
بعد دراسة التزاوج الطبيعي للحيوانات، والتغذية والمعيشة ودورة بناء الأسرة تم خلق استوديو داخل البرية وإنشاء بركة تغذية جديدة للطيور لتغذيتها
وقد خلق عمل السيد سوانمون عاصفة بين مصورى الحياة البرية حيث أبدى المعجبين التعبير عن دهشتهم من أعماله ذات الجودة العالية
وقال انه يأمل الآن استخدام معرضه كمنصة لدفع تايلاند في صدارة التصوير الفوتوغرافي لدى العالم الطبيعي
وقال: 'وقال هناك الكثير من الناس أن هذه هي المرة الأولى التي يروا فيها صورا من هذه النوعية، ويتوقعون حقا أن تلك اللقطات اتخذت من قبل مصورين غير تايلانديين'
مصور هاو قد إلتقط صورا جميلة بشكل مذهل لواحد من أروع الطيور الصيادين الطبيعين وهي تقتنص الأسماك.
قضى فيفات سوانمون، المصور التايلاندي الهاوى، سنتين لتصوير الرفراف ذو الأذنين الزرقاوين في محاولة لتوثيق عاداته الغذائية غير العادية.
تظهر الصور التي التقطها المصور للطائر من عائلة كينجفيشيرس الرفراف ذو الأذنين الزرقاوين الغوص في الماء للصيد.
طيور نادرة حتى أن العديد من الخبراء قد شعروا بالرهبة مصور هاو نجح في
التقاط الصور على الإطلاق.
وقال سوانمون: "كان من المهم السماح للطيور أن تراني في كثير من الأحيان، وبناء الثقة من أجل السماح لي لالتقاط الصور في حين أنها تتصرف بشكل طبيعي - إن ذلك ليس عملا سهلا للحصول على الصور للطيور البرية.
«قضيت عمرا بين الطيور واضطرت للتحلي بالصبر للغاية حتى وصلت أخيرا لالتقاط أفضل صور لهذا الطائر الرائع».
بعد دراسة التزاوج الطبيعي للحيوانات والتغذية ودورة المعيشة قمنا ببناء استوديو داخل البرية وصنعنا بركة تغذية جديدة للطيور للقيام بالصيد فيها.
المصور الذي شجع الطيور لمواصلة الصيد الطبيعي بينما يلتقط صورا استثنائية.
وقال: "إنه يأخذ منهم حوالي ثانية واحدة لاقتناص الأسماك.

## قائمة
- كود سباركل
- تحديث القائمة

| الاسم                        | الاسم العلمي للأصنوفة        | الصورة |
| ---------------------------- | ---------------------------- | ------ |
| الرفراف ذو الشاربين          | Actenoides bougainvillei     |        |
| رفراف الشمال                 | Megaceryle alcyon            |        |
| رفراف أيرلندا الجديدة القزم  | Ceyx mulcatus                |        |
| رفراف بابوا القزم            | Ceyx solitarius              |        |
| رفراف بريطانيا الجديدة القزم | Ceyx sacerdotis              |        |
| رفراف بسمارك                 | Alcedo websteri              |        |
| رفراف بورو القزم             | Ceyx cajeli                  |        |
| رفراف جوادالكانال القزم      | Ceyx nigromaxilla            |        |
| رفراف جورجيا الجديدة القزم   | Ceyx collectoris             |        |
| رفراف سليمان الشمالي القزم   | Ceyx meeki                   |        |
| رفراف سولا القزم             | Ceyx wallacii                |        |
| رفراف سولاوسي القزم          | Ceyx fallax                  |        |
| رفراف صغير                   | Ceyx pusillus                |        |
| رفراف فضي جنوبي              | Ceyx argentatus              |        |
| رفراف فضي شمالي              | Ceyx flumenicola             |        |
| رفراف فلبيني قزم             | Ceyx melanurus               |        |
| رفراف لازوردي                | Alcedo azurea                |        |
| رفراف ماكيرا القزم           | Ceyx gentianus               |        |
| رفراف مالايتا القزم          | Ceyx malaitae                |        |
| رفراف مالوكو القزم           | Ceyx lepidus                 |        |
| رفراف مانوس القزم            | Ceyx dispar                  |        |
| رفراف نيلي الطوق             | Ceyx cyanopectus             |        |
| صياد السمك أزرق الأذنين      | Alcedo meninting             |        |
| صياد السمك أزرق الصدر        | Halcyon malimbica            |        |
| صياد السمك أسود التاج        | Halcyon pileata              |        |
| صياد السمك أسود الخلف        | Ceyx erithacus Ceyx erithaca |        |
| صياد السمك أصهب الطوق        | Actenoides concretus         |        |
| صياد السمك الأبقع            | Ceryle rudis                 |        |
| صياد السمك الأخضر            | Alcedo atthis                |        |
| صياد السمك المخطط            | Halcyon chelicuti            |        |
| صياد السمك المنغروف          | Halcyon senegaloides         |        |
| صياد السمك بلايث             | Alcedo hercules              |        |
| صياد السمك بني الجناحين      | Pelargopsis amauroptera      |        |
| صياد السمك بني القناع        | Halcyon albiventris          |        |
| صياد السمك جاوي              | Halcyon cyanoventris         |        |
| صياد السمك رمادي الرأس       | Halcyon leucocephala         |        |
| صياد السمك رودي              | Halcyon coromanda            |        |
| صياد السمك شوكولاتي الظهر    | Halcyon badia                |        |
| صياد سمك غابي                | Halcyon senegalensis         |        |
| صياد سمك متوج                | Megaceryle lugubris          |        |
| قاوند أبيض الصدر             | Halcyon smyrnensis           |        |
| قاوند لامع                   | Caridonax fulgidus           |        |
| كوكوبارا ضاحك                | Dacelo novaeguineae          |        |

## الهامش
1. ↑  The IUCN Red List of Threatened Species 2021.3 (بالإنجليزية), 9 Dec 2021, QID:Q110235407
2. 1 2  IOC World Bird List Version 6.3 (بالإنجليزية), 21 Jul 2016, DOI:10.14344/IOC.ML.6.3, QID:Q27042747
3. ↑  IOC World Bird List. Version 7.2 (بالإنجليزية), 22 Apr 2017, DOI:10.14344/IOC.ML.7.2, QID:Q29937193
4. ↑  World Bird List: IOC World Bird List (بالإنجليزية) (6.4th ed.), International Ornithologists' Union, 2016, DOI:10.14344/IOC.ML.6.4, QID:Q27907675
5. 1 2  Ali, S & S.D. Ripley (1983). Handbook of the Birds of India and Pakistan. Volume 4 (ط. 2). نيودلهي: مطبعة جامعة أكسفورد. ص. 78–80.
6. ↑  Baker, ECS (1927). The Fauna of British India including Ceylon and Burma. Birds. Volume 4 (ط. 2). لندن: تايلور وفرانسيس. ص. 254–258. مؤرشف من الأصل في 2014-04-21.
7. ↑  Becking, JH (1989). Henri Jacob Victor Sody, 1892-1959: His Life and Work. Brill Archive. ص. 188.

صياد السمك أزرق الأذنين (الاسم العلمي: Alcedo meninting) هو طائر ينتمي إلى رفراف النهر (فصيلة: Alcedinidae).